# Olga Hirsch
Olga Anna Henriette Hirsch, geborene Ladenburg (* 26. März 1889; † 18. Juni 1968 in Cambridge), war eine Buntpapierexpertin und Begründerin der Olga Hirsch Collection of Decorated Papers in der British Library.

## Leben
Olga Hirsch war Tochter des aus Mannheim stammenden Bankiers Ernst Ladenburg und seiner Ehefrau Sophie Friederike Georgine Ladenburg, geb. Schramm (1866–1895). Sie war seit 1911 mit dem Kaufmann Paul Hirsch (1881–1951) in Frankfurt am Main verheiratet und hatte mit diesem zwei Söhne und zwei Töchter, die zwischen 1911 und 1920 geboren wurden. Paul Hirsch war ein ausgesprochener Musikliebhaber und bedeutender Sammler von Musikalien. Seit 1909 war die Musikbibliothek von Paul Hirsch der Öffentlichkeit zugänglich. Um die Bucheinbände und Umschläge der Sammlungsstücke besser pflegen zu können, erlernte sie in der Frankfurter Buchbinderei Ludwig das Buchbinderhandwerk. Er war 1922 Mitbegründer der Frankfurter Bibliophilen-Gesellschaft und wirkte von 1922 bis 1934 als deren Vorsitzender. Olga Hirsch war ebenfalls Mitglied dieser exklusiven Gesellschaft.
Nach der nationalsozialistischen Machtergreifung 1933 der zunehmenden Judenverfolgung ausgesetzt, bereitete das Ehepaar die Verlegung des Wohnsitzes mit der kompletten Sammlung ins englische Exil vor. Nachdem Paul Hirsch bereits im Mai 1936 unbemerkt ausgereist war, konnten wesentliche Teile der Musikbibliothek am 12. August 1936 nach England verbracht werden. Zu in den Lagerräumen der Spedition Fermont, Frankfurt am Main, beschlagnahmten Sammlungsteilen gehörte die komplette Bucheinbandsammlung von Olga Hirsch. Die Bestände konnten nach langwierigen Verhandlungen ausgelöst werden, nachdem die Stadt Frankfurt am Main die „geschenkweise“ Überlassung von sieben Bänden durchgesetzt hatte. Die Musikaliensammlung wurde per Vertrag als Leihgabe an die Universitätsbibliothek Cambridge übergeben und 1946 an das British Museum in London verkauft. Ihr Schwager Carl (Karl) Sigmund Hirsch (* 22. Aug. 1875) wurde im Zuge der Novemberpogrome 1938 in Frankfurt verhaftet und zwischen dem 10. und 14. Nov. 1938 in das KZ Buchenwald deportiert, wo er am 25. November 1938 starb. Der Ehemann Paul Hirsch wurde 1938 vom Deutschen Reich ausgebürgert und – obwohl er den Status eines „friendly alien“ hatte – 1940 nach Kriegsausbruch kurzzeitig interniert. Die 1953 mit der Stadt Frankfurt am Main abgeschlossenen Restitutionsverhandlungen erlebte ihr zwei Jahre zuvor gestorbener Gatte nicht mehr. Paul Hirsch hatte wie sein früh in die Schweiz emigrierter Bruder Robert nach der Flucht deutschen Boden nie mehr betreten. Olga Hirsch hingegen folgte 1958 einer Einladung der Bibliophilen-Gesellschaft in Köln, die zusammen mit den Freunden des Wallraf-Richartz-Museums in Köln einen Vortrag veranstaltet hatte,

## Sammlung

„Abdruck eines Textilmodels auf Papier; wohl Südfrankreich, um 1490“

Fasziniert von der Schönheit der Buntpapiere erwarb Olga Hirsch im Januar 1916 von dem Antiquar Jacques Rosenthal (1854–1937) in München eine 2000 Stücke umfassende Sammlung von marmorierten, bedruckten oder geprägten Buntpapieren. Sie studierte die Bestände der Buntpapiersammlung in der von Peter Jessen geleiteten Staatlichen Kunstbibliothek in Berlin und bekam einen gründlichen Einblick in den Betrieb der Buntpapierfabrik AG, Aschaffenburg gewährt. Sie setzte sich mit den Darlegungen von Paul Kersten auseinander und beklagte dessen auf Deutschland fokussierte Sicht, die Italien und Frankreich nicht hinreichend berücksichtige.
Den eigenen Sammlungsbestand handwerklich gefertigter Buntpapiere gliederte sie in vier fertigungstechnisch definierte Gruppen: I. Streich- und Kleisterpapier; II. Das Marmorieren auf Schleimgrund; III. Prägedrucke und Brokatpapiere; IV. Modeldrucke. Besonderen Forschungsaufwand widmete sie ihrer Sammlung von Prägedrucken, die sie nach den Sujets der Darstellungen geordnet hatte und deren Herkunft mit Schwerpunkten in Augsburg, Fürth und Nürnberg sowie in Italien sie zu ermitteln suchte. Beim Modeldruck interessierte sie die enge Beziehung zum textilen Zeugdruck und die Entsprechung der Muster mit der jeweiligen Mode.
Während der Frankfurter Zeit stand die eigene Buntpapiersammlung gemeinsam mit der Musikbibliothek in einem langen, galerieähnlichen Trakt des Anwesens Neue Mainzer Straße 57. Vor der Emigration war es Olga Hirsch gelungen, aus öffentlichen Museen in Leipzig, Nürnberg und Kassel Buntpapier-Dubletten zu erwerben. Die 1937 in Deutschland verbreitete Nachricht, die Buntpapiersammlung sei nach der 1936 erfolgten Verbringung nach England einem Brand zum Opfer gefallen, erwies sich als falsch. Vielmehr ergänzte sie diese Sammlung in den folgenden Jahrzehnten durch weitere Erwerbungen, zu denen auch wertvolle Bucheinbände gehörten.
In den frühen Jahren des Exils stand sie in engem Kontakt mit der Amerikanerin Rosamond B. Loring (1889–1950), die wie sie selbst Buchbinderin, Buntpapiermacherin, Autorin und als Sammlerin auch Tauschpartnerin war. Ein halbes Jahrhundert lang korrespondierte sie mit Museen, Buchhändlern, Buchbindern und Restauratoren und trug auf Reisen und aus dem weiten Freundeskreis ganze Bogen und auch Buntpapierabschnitte zusammen. Diese Sammlung und ihre reichhaltige Fachbibliothek erlaubten es Albert Haemmerle, in Zusammenarbeit mit ihr innerhalb von zwei Jahren aus Anlass des 150-jährigen Jubiläums der Buntpapierfabrik Aschaffenburg AG ein international anerkanntes Grundlagenwerk zur Geschichte des Buntpapiers zu veröffentlichen. Der von Guido Dessauer ursprünglich als Autor vorgesehene Kunsthistoriker Rudolf Berliner hatte auf Grund der knappen Abgabefrist die Beauftragung ablehnen müssen.
Ein Band der bekannten englischen Buchreihe King Penguin Books, der Titel Mountain Birds (K 67, Gebirgsvögel), trägt einen Einband, der auf ein Musterpapier ihrer Sammlung zurückgeht.
Als sie 1968 starb, hinterließ sie die Sammlung dem British Museum. Sie ist jetzt die Olga Hirsch Collection of Decorated Papers der British Library. Die ästhetische Reichhaltigkeit der Sammlung kommt durch eine Publikation von P. J. M. Marks aus dem Jahr 2015 zum Ausdruck.

## Veröffentlichungen
- Some Articles and Catalogues written or published by Paul Hirsch. In: The Music Review XII, 1951.[26]
- Alte Buntpapiere. In: Archiv für Buchgewerbe und Gebrauchsgraphik 69 (1932), Nr. 4, S. 8–13.
- Decorated Papers. In: The Penrose Annual, 51, 1957, S. 48–53, 8 S. Abb.
- Alte Buntpapiere. Vortrag vor der Bibliophilengesellschaft in Köln. In: Allgemeiner Anzeiger für Buchbindereien 72 (1959), Nr. 4, S. 186–194.
- Albert Haemmerle: Buntpapier. Herkommen, Geschichte, Techniken, Beziehungen zur Kunst. Unter Mitarbeit von Olga Hirsch. Callwey, München 1961; Veränd. u. erw. Nachdruck. Callwey, München 1977. ISBN 3-7667-0388-9.